# Acrotrema
Acrotrema là một chi thực vật có hoa thuộc họ Sổ. Các loài thuộc chi này có ở Ấn Độ, Malaysia, Myanmar, Sri Lanka, và Thái Lan.

## Loài
- Acrotrema agastyamalayanum E.S.S.Kumar, Dan & G.M.Nair[2]
- Acrotrema arnottianum Wight[3]
- Acrotrema costatum Jack
- Acrotrema dissectum Thwaites
- Acrotrema intermedium Thwaites
- Acrotrema lanceolatum Hook.
- Acrotrema lyratum Thwaites
- Acrotrema thwaitesii Hook.f. & Thomson
- Acrotrema uniflorum Hook.[4]
- Acrotrema walkeri Wight ex Thwaites